# Mihai Ulis Tânjală
Mihai Ulis Tânjală (n. 23 decembrie 1958) este un fost deputat român în legislatura 1992-1996, ales în județul Mehedinți pe listele partidului PDSR. Tânjală a fost validat ca deputat parlamentar de la data de 20 martie 1995 când l-a înlocuit pe deputatul Nicolae Șerdin.
Este unul dintre fondatorii serviciului secret DGIPI.

## Afaceri
Împreună cu Valerian Simirica, Mihai Tânjală a cumpărat pachetul majoritar de acțiuni al ICMUG SA la data de 30 mai 2003, cu mai puțin de 320.000 de dolari.
Jurnaliștii de la Rise Project au afirmat că, înainte de 1989, Tânjală a fost ofițer de contrainformații al Securității., 

## Condamnare penală
Mihai Tânjală a fost condamnat definitiv în anul 2011 la cinci ani de închisoare pentru un prejudiciu de peste 500.000 euro adus statului în momentul în care a devalizat Întreprinderea de Construcții și Utilaje Grele din Giurgiu printr-o schemă clasică de corupție ce a permis subevaluarea și înstrăinarea patrimoniului societății.
După ce a aflat decizia instanței române, fostul deputat a fugit în Statele Unite, în Florida.
Mihai Tânjală a fost extrădat din Insulele Cayman, ajungând în țară în octombrie 2016.